# Johann Christoph von Bemmel
Johann Christoph von Bemmel (* 1. März 1717 (Taufdatum) in Nürnberg; † 1. Juli 1788 in Bamberg) war ein deutscher Landschaftsmaler.
Johann Christoph, der zweite Sohn Peter von Bemmels, ging bei seinem Vater in die Lehre, ließ sich in Bamberg nieder, konvertierte dort zum katholischen Glauben und heiratete Susanna Maria Köhler. In dieser Ehe wurden 1743 Karl Sebastian und 1747 Simon Joseph geboren. Mit seiner zweiten Ehefrau Catharina Maria Brückner hatte der Maler den Sohn Johann Caspar.

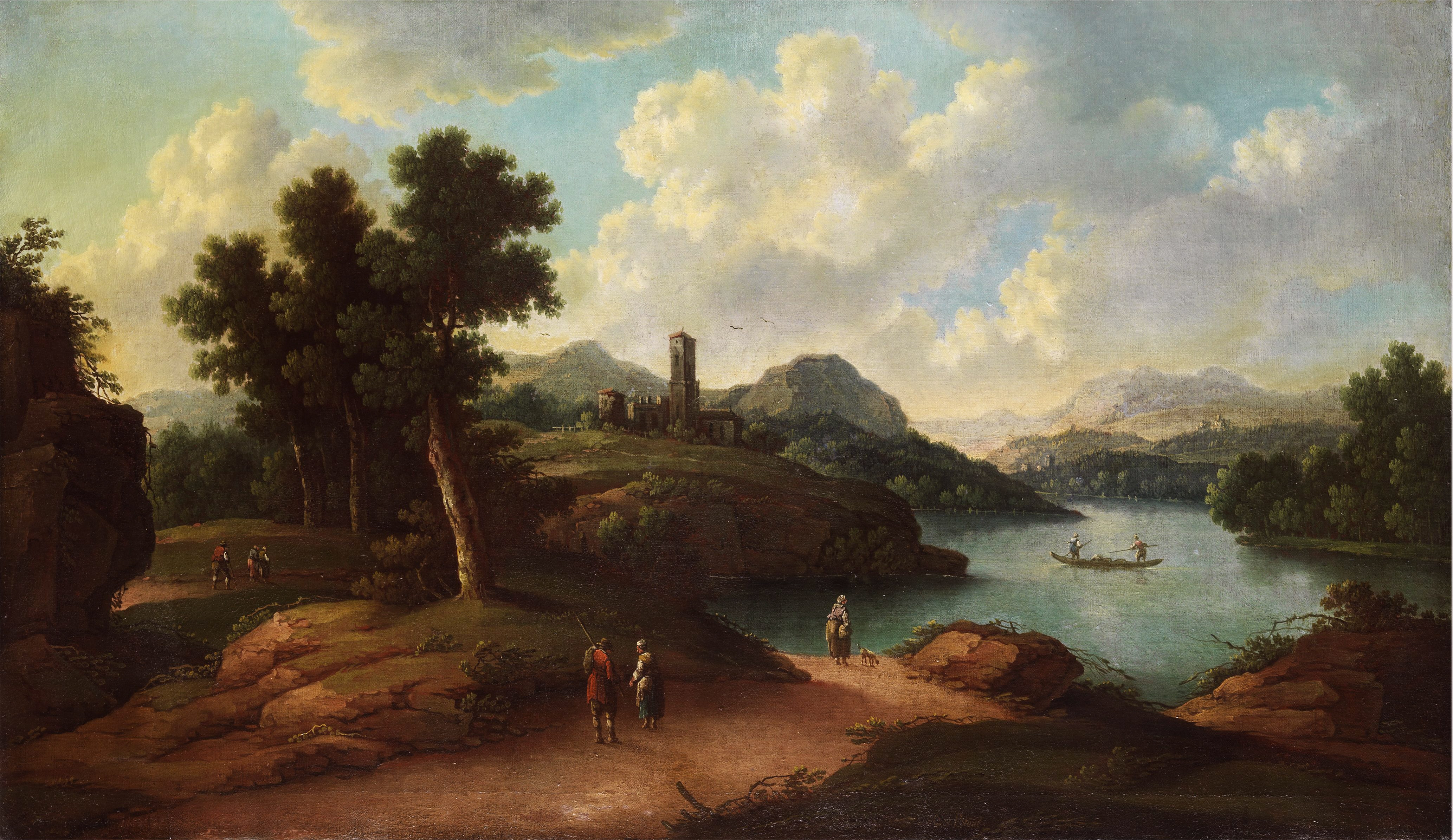
Johann Christoph von Bemmel vor 1779: Italienische Landschaft mit See

Meusel bescheinigt Johann Christoph von Bemmel in Füsslis Allgemeinem Künstlerlexicon  einen „geschwinden und leichten Pinsel“.
Nagler beschließt seinen Lexicon-Eintrag mit: „Seine Gemälde waren zwar der Natur ähnlich, aber äusserst hart, trocken, mager und im Kunstwerthe ungleich geringer als jene seines Vaters. Auch arbeitete er mehr zum Unterhalte seiner Familie, als für die Kunst.“